# Holisonycha mellila
Holisonycha mellila är en skalbaggsart som beskrevs av Louis Albert Péringuey 1904. Holisonycha mellila ingår i släktet Holisonycha och familjen Melolonthidae. Inga underarter finns listade i Catalogue of Life.